# Transformation canonique
En mécanique hamiltonienne, une transformation canonique est un changement des coordonnées canoniques (q, p, t) → (Q, P, t) qui conserve la forme des équations de Hamilton, sans pour autant nécessairement conserver le Hamiltonien en lui-même. Les transformations canoniques sont utiles pour les équations de Hamilton-Jacobi (une technique utile pour calculer les quantités conservées) et le théorème de Liouville (à la base de la mécanique statistique classique).
La mécanique lagrangienne étant basée sur les coordonnées généralisées, les transformations des coordonnées q → Q n'affectent pas les équations de Lagrange, et donc pas la forme des équations de Hamilton, si l'on change en même temps le moment par une transformée de Legendre en :
{\displaystyle P_{i}={\frac {\partial L}{\partial {\dot {Q_{i}}}}}\cdot }
Ainsi, les changements de coordonnées sont des sortes de transformations canoniques. Néanmoins, la classe des transformations canoniques est bien plus grande, car les coordonnées généralisées de départ, les moments et même le temps peuvent être combinés pour former de nouvelles coordonnées généralisées et de nouveaux moments. Les transformations canoniques n'impliquant pas explicitement le temps sont appelées transformations canoniques restreintes (de nombreux ouvrages se limitent à ce type de transformations).

## Notation
Les variables en gras comme q représentent une liste de N coordonnées généralisées :
{\displaystyle \mathbf {q} =(q_{1},\ldots ,q_{N}).}
Un point sur une variable ou une liste représente la dérivée temporelle :
{\displaystyle {\dot {\mathbf {q} }}={\frac {d\mathbf {q} }{dt}}\cdot }
Le produit sur les listes, symbolisé par un point, est une manière rapide de noter la somme des produits de leurs composantes deux à deux :
{\displaystyle \mathbf {p} \cdot \mathbf {q} =\sum _{k=1}^{N}p_{i}q_{i}.}

## Approche directe
La forme fonctionnelle des équations de Hamilton s'écrit :
{\displaystyle {\dot {\mathbf {p} }}=-{\frac {\partial H}{\partial \mathbf {q} }},{\dot {\mathbf {q} }}={\frac {\partial H}{\partial \mathbf {p} }}\cdot }
Par définition, les coordonnées canoniques suivent la même dynamique :
{\displaystyle {\dot {\mathbf {P} }}=-{\frac {\partial K}{\partial \mathbf {Q} }},{\dot {\mathbf {Q} }}={\frac {\partial K}{\partial \mathbf {P} }}}
où {\displaystyle K(\mathbf {Q} ,\mathbf {P} )} est le nouveau Hamiltonien qui reste à déterminer.
Toutes les transformations (q, p, t) → (Q, P, t) ne conservent pas la forme des équations de Hamilton.
Pour les transformations indépendantes du temps entre (q, p) et (Q, P) il faut vérifier que la transformation est une transformation canonique restreinte, par le calcul qui suit. Comme ce genre de transformations n'a pas de dépendance explicite en temps, la dérivée temporelle de la nouvelle coordonnée généralisée {\displaystyle Q_{m}} est :
{\displaystyle {\begin{aligned}{\dot {Q_{m}}}&={\frac {\partial Q_{m}}{\partial \mathbf {q} }}\cdot {\dot {\mathbf {q} }}+{\frac {\partial Q_{m}}{\partial \mathbf {p} }}\cdot {\dot {\mathbf {p} }}\\&={\frac {\partial Q_{m}}{\partial \mathbf {q} }}\cdot {\frac {\partial H}{\partial \mathbf {p} }}-{\frac {\partial Q_{m}}{\partial \mathbf {p} }}\cdot {\frac {\partial H}{\partial \mathbf {q} }}\\&=\{Q_{m},H\}\end{aligned}}}
où {\displaystyle \{\cdot ,\cdot \}} est le crochet de Poisson.
Nous avons d'autre part :
{\displaystyle {\frac {\partial H}{\partial P_{m}}}={\frac {\partial H}{\partial \mathbf {q} }}\cdot {\frac {\partial \mathbf {q} }{\partial P_{m}}}+{\frac {\partial H}{\partial \mathbf {p} }}\cdot {\frac {\partial \mathbf {p} }{\partial P_{m}}}\cdot }
Par définition ces deux expressions doivent être égales, donc :
{\displaystyle \left({\frac {\partial Q_{m}}{\partial \mathbf {q} }}\right)_{\mathbf {q} ,\mathbf {p} }=\left({\frac {\partial \mathbf {p} }{\partial P_{m}}}\right)_{\mathbf {Q} ,\mathbf {P} }}
{\displaystyle -\left({\frac {\partial Q_{m}}{\partial \mathbf {p} }}\right)_{\mathbf {q} ,\mathbf {p} }=\left({\frac {\partial \mathbf {q} }{\partial P_{m}}}\right)_{\mathbf {Q} ,\mathbf {P} }\cdot }
L'étude analogue menée sur les moments donne les équations :
{\displaystyle \left({\frac {\partial P_{m}}{\partial \mathbf {p} }}\right)_{\mathbf {q} ,\mathbf {p} }=\left({\frac {\partial \mathbf {q} }{\partial Q_{m}}}\right)_{\mathbf {Q} ,\mathbf {P} }}
{\displaystyle \left({\frac {\partial P_{m}}{\partial \mathbf {q} }}\right)_{\mathbf {q} ,\mathbf {p} }=-\left({\frac {\partial \mathbf {p} }{\partial Q_{m}}}\right)_{\mathbf {Q} ,\mathbf {P} }\cdot }
Ces conditions sont les conditions directes à vérifier pour s'assurer qu'une transformation donnée est canonique.

## Théorème de Liouville
Cette condition directe nous permet de prouver le théorème de Liouville, qui énonce que le volume dans l'espace des phases est conservé par transformations canoniques, c'est-à-dire :
{\displaystyle \int \,\mathrm {d} \mathbf {q} \,\mathrm {d} \mathbf {p} =\int \,\mathrm {d} \mathbf {Q} \,\mathrm {d} \mathbf {P} .}
On peut utiliser le jacobien {\textstyle J={\frac {\partial (\mathbf {Q} ,\mathbf {P} )}{\partial (\mathbf {q} ,\mathbf {p} )}}}, déterminant de la matrice des dérivées partielles, pour écrire :
{\displaystyle \int \,\mathrm {d} \mathbf {Q} \,\mathrm {d} \mathbf {P} =\int J\,\mathrm {d} \mathbf {q} \,\mathrm {d} \mathbf {p} .}
Or, la propriété de « division » des Jacobiens donne :
{\displaystyle J={\frac {\partial (\mathbf {Q} ,\mathbf {P} )}{\partial (\mathbf {q} ,\mathbf {P} )}}\times {\frac {\partial (\mathbf {q} ,\mathbf {p} )}{\partial (\mathbf {q} ,\mathbf {P} )}}^{-1}\cdot }
En éliminant les variables répétées, on obtient :
{\displaystyle J={\frac {\partial (\mathbf {Q} )}{\partial (\mathbf {q} )}}\times {\frac {\partial (\mathbf {p} )}{\partial (\mathbf {P} )}}^{-1}\cdot }
Les conditions directes des variables canoniques montrent que {\displaystyle J=1}.